# Lionel Richie (Album)
Lionel Richie ist das Debütalbum von Lionel Richie. Es erschien im September 1982.

## Geschichte
Stilistisch entspricht jedes Lied im Album der Richtung Soul, jedoch enthalten einige Songs Einflüsse aus anderen Richtungen. Alle veröffentlichten Songs erreichten die Top 10 der US-Single Charts.
In einer Episode der dritten Staffel von Friends singt Chandler Endless Love.
2003 erschien eine Remaster-Version des Albums, die Endless Love enthielt. Seinerzeit war Endless Love nur auf dem Soundtrack des gleichnamigen Spielfilms (deutscher Titel: Endlose Liebe, mit Brooke Shields) erhältlich.

## Kritik
- Allmusic schrieb, dass sich Richie mit seinem Debütalbum vom Funk seiner früheren Band The Commodores abwandte und sich auf Balladen und spritzigen Mid-tempo-Pop konzentrierte, die er mit einigen durchgestylten Dancegrooves würzte.[2]

## Titelliste
1. Serves You Right (John McClain, Greg Phillinganes, Richie) – 5:14
2. Wandering Stranger (Richie) – 5:38
3. Tell Me (David Cochrane, Richie) – 5:32
4. My Love (Richie) – 4:08
5. Round And Round (Cochrane, Richie) – 4:57
6. Truly (Cochrane, Richie) – 3:26
7. You Are (Brenda Harvey Richie, Richie) – 5:05
8. You Mean More To Me (Richie) – 3:08
9. Just Put Some Love In Your Heart (Richie) – 1:27
10. Endless Love (Richie) – 3:58 *2003 Remaster Bonus Track*

## Kommerzieller Erfolg

### Chartplatzierungen

#### Album
| ChartsChartplatzierungen       | Höchstplatzierung | Wochen |
| ------------------------------ | ----------------- | ------ |
| Vereinigte Staaten (Billboard) | 9 (86 Wo.)        | 86     |
| Vereinigtes Königreich (OCC)   | 3 (140 Wo.)       | 140    |

#### Singles
| Jahr | Titel   | Höchstplatzierung, Gesamtwochen, AuszeichnungChartplatzierungen (Jahr, Titel, , Platzierungen, Wochen, Auszeichnungen, Anmerkungen) | Höchstplatzierung, Gesamtwochen, AuszeichnungChartplatzierungen (Jahr, Titel, , Platzierungen, Wochen, Auszeichnungen, Anmerkungen) | Anmerkungen                          |
| Jahr | Titel   | UK | US | Anmerkungen                          |
| ---- | ------- | --- | --- | ------------------------------------ |
| 1982 | Truly   | UK6 Silber · (11 Wo.)UK | US1 Gold · (18 Wo.)US | Erstveröffentlichung: September 1982 |
| 1983 | You Are | UK43 (7 Wo.)UK | US4 (18 Wo.)US | Erstveröffentlichung: Januar 1983    |
| 1983 | My Love | UK70 (6 Wo.)UK | US5 (16 Wo.)US | Erstveröffentlichung: April 1983     |

### Auszeichnungen für Musikverkäufe
| Land/Region                  | Auszeichnungen für Musikverkäufe (Land/Region, Auszeichnung, Verkäufe) | Verkäufe  |
| ---------------------------- | ---------------------------------------------------------------------- | --------- |
| Hongkong (IFPI/HKRIA)        | Gold                                                                   | 10.000    |
| Kanada (MC)                  | 4× Platin                                                              | 400.000   |
| Vereinigte Staaten (RIAA)    | 4× Platin                                                              | 4.000.000 |
| Vereinigtes Königreich (BPI) | Platin                                                                 | 300.000   |
| Insgesamt                    | 1× Gold · 9× Platin ·                                                  | 4.710.000 |

Hauptartikel: Lionel Richie/Auszeichnungen für Musikverkäufe